# Arrenurus dentipetiolatus
Arrenurus dentipetiolatus är en kvalsterart som beskrevs av Marshall 1908. Arrenurus dentipetiolatus ingår i släktet Arrenurus och familjen Arrenuridae. Inga underarter finns listade i Catalogue of Life.